# Campionati mondiali di ginnastica artistica 2007
I Campionati mondiali di ginnastica artistica 2007 sono la 40ª edizione della competizione. Si sono svolti a Stoccarda, in Germania, dall'1 al 9 settembre 2007.

## Partecipanti
| - Egitto (5) - Albania (3) - Algeria (3) - Argentina (6) - Armenia (2) - Azerbaigian (1) - Australia (14) - Bahamas (1) - Belgio (6) - Brasile (14) - Bulgaria (12) - Cile (4) - Cina (14) - Danimarca (5) - Germania (14) - Ecuador (2) - El Salvador (1) - Estonia (1) - Finlandia (6) - Francia (14) - Georgia (1) - Grecia (14) - Hong Kong (3) - Iran (3) - Irlanda (3) - Islanda (4) - Israele (5) | - Italia (14) - Giappone (13) - Yemen (3) - Giordania (3) - Canada (14) - Kazakistan (9) - Qatar (2) - Kirghizistan (1) - Colombia (6) - Croazia (4) - Kuwait (3) - Lettonia (6) - Lituania (6) - Lussemburgo (2) - Malaysia (3) - Marocco (2) - Messico (10) - Namibia (2) - Nuova Zelanda (2) - Paesi Bassi (14) - Corea del Nord (9) - Norvegia (6) - Austria (6) - Filippine (1) - Polonia (9) - Portogallo (10) - Porto Rico (8) | - Romania (14) - Russia (14) - Svezia (3) - Svizzera (14) - Serbia (2) - Singapore (3) - Slovacchia (4) - Slovenia (6) - Spagna (14) - Sri Lanka (3) - Sudafrica (5) - Corea del Sud (12) - Siria (1) - Taipei cinese (5) - Thailandia (3) - Rep. Ceca (10) - Tunisia (1) - Turchia (1) - Ungheria (6) - Ucraina (14) - Uzbekistan (6) - Stati Uniti (14) - Regno Unito (14) - Venezuela (5) - Vietnam (4) - Bielorussia (12) - Cipro (2) |

## Podi

### Uomini
| Evento                | Oro                         | Punteggio | Argento             | Punteggio | Bronzo           | Punteggio |
| Concorso a squadre    | Cina                        | 281,900   | Giappone            | 277,025   | Germania         | 273,525   |
| Concorso individuale  | Yang Wei                    | 93,675    | Fabian Hambüchen    | 92,200    | Hisashi Mizutori | 91,400    |
| Corpo libero          | Diego Hypólito              | 16,150    | Gervasio Deferr     | 15,950    | Hisashi Mizutori | 15,650    |
| Cavallo con maniglie  | Xiao Qin                    | 16,300    | Krisztián Berki     | 15,700    | Louis Smith      | 15,600    |
| Anelli                | Chen Yibing                 | 16,700    | Yuri van Gelder     | 16,625    | Jordan Jovčev    | 16,575    |
| Volteggio             | Leszek Blanik               | 16,512    | Ilie Daniel Popescu | 16,500    | Se Gwang Ri      | 16,387    |
| Parallele simmetriche | Mitja Petkovšek Dae Eun Kim | 16,250    |                     |           | Anton Fokin      | 16,200    |
| Sbarra                | Fabian Hambüchen            | 16,250    | Aljaž Pegan         | 15,825    | Hisashi Mizutori | 15,775    |

### Donne
| Evento                 | Oro             | Punteggio | Argento                     | Punteggio | Bronzo                       | Punteggio |
| Concorso a squadre     | Stati Uniti     | 184,400   | Cina                        | 183,450   | Romania                      | 178,100   |
| Concorso individuale   | Shawn Johnson   | 61,875    | Steliana Nistor             | 60,625    | Jade Barbosa Vanessa Ferrari | 60,550    |
| Corpo libero           | Shawn Johnson   | 15,250    | Alicia Sacramone            | 15,225    | Cassy Vericel                | 15,125    |
| Volteggio              | Cheng Fei       | 15,937    | Hong Su-jong                | 15,812    | Alicia Sacramone             | 15,412    |
| Parallele asimmetriche | Ksenia Semenova | 16,350    | Nastia Liukin               | 16,300    | Yang Yilin                   | 16,150    |
| Trave                  | Nastia Liukin   | 16,025    | Steliana Nistor Li Shanshan | 15,900    | —                            | —         |

## Risultati (in dettaglio)

### Concorso a squadre maschile
| Posizione | Squadra             | Corpo libero | Cavallo | Anelli | Volteggio | Parallele | Sbarra | Totale  |
| --------- | ------------------- | ------------ | ------- | ------ | --------- | --------- | ------ | ------- |
| Oro       | Cina                | 46.175       | 47.025  | 47.525 | 48.375    | 48.050    | 44.750 | 281.900 |
| Oro       | Yang Wei            | —            | 15.525  | 15.850 | 16.525    | 16.100    | —      | 281.900 |
| Oro       | Huang Xu            | —            | 15.275  | 15.225 | —         | 16.200    | 14.525 | 281.900 |
| Oro       | Chen Yibing         | 15.150       |         | 16.450 | 15.825    | —         | —      | 281.900 |
| Oro       | Xiao Qin            | —            | 16.225  | —      | —         | —         | 14.950 | 281.900 |
| Oro       | Zou Kai             | 15.700       | —       | —      | —         | —         | 15.275 | 281.900 |
| Oro       | Liang Fuliang       | 15.325       | —       | —      | 16.025    | —         | —      | 281.900 |
| Argento   | Giappone            | 45.750       | 45.700  | 44.875 | 47.475    | 47.250    | 45.975 | 277.025 |
| Argento   | Hisashi Mizutori    | 15.425       | 15.125  | 14.450 | 15.525    | —         | 15.625 | 277.025 |
| Argento   | Hiroyuki Tomita     | —            | 15.500  | 15.675 | —         | 16.025    | 15.550 | 277.025 |
| Argento   | Yosuke Hoshi        | —            | 15.075  | —      | 15.700    | 15.875    | 14.800 | 277.025 |
| Argento   | Makoto Okiguchi     | 15.250       | —       | —      | 16.250    | —         | —      | 277.025 |
| Argento   | Takuya Nakase       | 15.075       | —       | 14.750 | —         | —         | —      | 277.025 |
| Argento   | Shun Kuwahara       | —            | —       | —      | —         | 15.350    | —      | 277.025 |
| Bronzo    | Germania            | 45.975       | 44.000  | 44.450 | 47.925    | 46.150    | 45.025 | 273.525 |
| Bronzo    | Fabian Hambüchen    | 15.650       | —       | —      | 16.175    | 15.575    | 16.125 | 273.525 |
| Bronzo    | Eugen Spiridonov    | 15.250       | 14.600  | —      | 15.775    | 15.125    | —      | 273.525 |
| Bronzo    | Robert Juckel       | —            | 14.750  | 14.925 | 15.975    |           | 14.775 | 273.525 |
| Bronzo    | Marcel Nguyen       | 15.075       | —       | —      | —         | 15.450    | —      | 273.525 |
| Bronzo    | Thomas Angergassen  | —            | 14.650  | 15.026 | —         | —         | —      | 273.525 |
| Bronzo    | Philipp Boy         | —            | —       | 14.500 | —         | —         | 14.125 | 273.525 |
| 4         | Stati Uniti         | 46.800       | 43.525  | 46.350 | 47.300    | 46.100    | 42.200 | 272.275 |
| 4         | Jonathan Horton     | 15.625       | —       | 15.150 | —         | 15.400    | 14.875 | 272.275 |
| 4         | Alexander Artemev   | —            | 14.775  | —      | 15.600    | 15.500    | 13.750 | 272.275 |
| 4         | Sean Golden         | 15.575       | —       | 15.375 | 16.100    | —         | —      | 272.275 |
| 4         | Kai Wen Tan         | —            | 14.525  | 15.825 | —         | 15.200    | —      | 272.275 |
| 4         | Guillermo Alvarez   | 15.600       | —       | —      | 15.600    | —         | —      | 272.275 |
| 4         | David Durante       | —            | 14.225  | —      | —         | —         | 13.575 | 272.275 |
| 5         | Corea del Sud       | 45.900       | 43.825  | 42.625 | 47.525    | 47.475    | 42.600 | 269.950 |
| 5         | Yang Tae-Young      | 15.100       | 14.875  | 14.000 | 16.075    | 15.950    | 14.300 | 269.950 |
| 5         | Yoo Won-Chul        | —            | —       | 15.000 | 15.675    | 15.750    | —      | 269.950 |
| 5         | Kim Soo-Myun        | 15.375       | 14.650  | —      | 15.775    | —         | —      | 269.950 |
| 5         | Kim Dae-Eun         | 15.425       | —       | 13.625 | —         | 15.775    | —      | 269.950 |
| 5         | Kim Ji-Hoon         | —            | 14.300  | —      | —         | —         | 14.750 | 269.950 |
| 5         | Yang Tae-Seok       | —            | —       | —      | —         | —         | 13.550 | 269.950 |
| 6         | Spagna              | 46.100       | 43.500  | 45.200 | 48.050    | 44.500    | 42.050 | 269.400 |
| 6         | Rafael Martínez     | 15.675       | 14.650  | —      | —         | 15.225    | 14.625 | 269.400 |
| 6         | Gervasio Deferr     | 15.825       | —       | —      | 16.000    | 14.500    | —      | 269.400 |
| 6         | Isaac Botella Perez | 14.600       | —       | 15.000 | 16.025    | —         | —      | 269.400 |
| 6         | Sergio Muñoz        | —            | 14.525  | —      | 16.025    | —         | 13.925 | 269.400 |
| 6         | Manuel Carballo     | —            | 14.325  | 15.050 | —         | 14.775    | —      | 269.400 |
| 6         | Iván San Miguel     | —            | —       | 15.150 | —         | —         | 13.500 | 269.400 |
| 7         | Russia              | 44.250       | 42.275  | 45.975 | 46.625    | 45.850    | 44.225 | 269.200 |
| 7         | Yuri Ryazanov       | 14.150       | 13.100  | 14.700 | 15.775    | —         | 14.700 | 269.200 |
| 7         | Sergei Khorokhordin | 14.975       | —       | —      | 15.525    | 15.350    | 14.875 | 269.200 |
| 7         | Maxim Devyatovsky   | 15.125       | 13.500  | 15.325 | 15.325    | —         | —      | 269.200 |
| 7         | Nikolai Kryukov     | —            | 15.675  | —      | —         | 15.900    | 14.650 | 269.200 |
| 7         | Aleksandr Safoškin  | —            | —       | 15.900 | —         | 14.600    | —      | 269.200 |
| 8         | Romania             | 44.600       | 43.550  | 45.250 | 48.850    | 43.375    | 42.125 | 267.750 |
| 8         | Razvan Selariu      | 15.200       | —       | 14.950 | 16.025    | 15.125    | 14.150 | 267.750 |
| 8         | Ilie Daniel Popescu | 14.225       | 15.025  | 14.975 | 16.525    | 14.150    | —      | 267.750 |
| 8         | Flavius Koczi       | 15.175       | 14.625  | —      | 16.300    | 14.100    | 14.300 | 267.750 |
| 8         | Cosmin Malita       | —            | 13.900  | —      | —         | —         | 13.675 | 267.750 |
| 8         | Robert Stănescu     | —            | —       | 15.325 | —         | —         | —      | 267.750 |

### Concorso individuale maschile
| Pos.    | Ginnasta          | Nazione       | Attrezzo     | Attrezzo | Attrezzo | Attrezzo  | Attrezzo  | Attrezzo | Totale |
| Pos.    | Ginnasta          | Nazione       | Corpo libero | Cavallo  | Anelli   | Volteggio | Parallele | Sbarra   | Totale |
| ------- | ----------------- | ------------- | ------------ | -------- | -------- | --------- | --------- | -------- | ------ |
| Oro     | Yang Wei          | Cina          | 15.350       | 15.550   | 16.400   | 16.425    | 16.350    | 13.600   | 93.675 |
| Argento | Fabian Hambüchen  | Germania      | 15.475       | 14.225   | 14.350   | 16.300    | 15.800    | 16.050   | 92.200 |
| Bronzo  | Hisashi Mizutori  | Giappone      | 15.500       | 14.975   | 14.350   | 15.875    | 15.750    | 14.950   | 91.400 |
| 4       | Jonathan Horton   | Stati Uniti   | 15.625       | 13.975   | 15.250   | 16.075    | 15.450    | 14.825   | 91.200 |
| 5       | Kim Dae-Eun       | Corea del Sud | 15.800       | 14.500   | 14.575   | 15.875    | 16.050    | 14.250   | 91.050 |
| 6       | Rafael Martínez   | Spagna        | 15.800       | 14.825   | 14.825   | 15.750    | 15.300    | 14.525   | 91.025 |
| 7       | Flavius Koczi     | Romania       | 15.275       | 15.275   | 14.550   | 16.475    | 15.025    | 14.275   | 90.875 |
| 8       | Liang Fuliang     | Cina          | 15.850       | 14.575   | 14.550   | 16.025    | 15.525    | 14.325   | 90.850 |
| 9       | Yang Tae-Young    | Corea del Sud | 15.250       | 14.925   | 14.700   | 16.100    | 15.525    | 14.350   | 90.850 |
| 10      | Razvan Selariu    | Romania       | 15.525       | 14.375   | 15.125   | 16.175    | 14.550    | 14.600   | 90.350 |
| 10      | José Luis Fuentes | Venezuela     | 14.600       | 15.325   | 15.075   | 15.525    | 15.300    | 14.525   | 90.350 |
| 12      | Hiroyuki Tomita   | Giappone      | 14.225       | 14.300   | 16.050   | 15.700    | 15.900    | 13.975   | 90.150 |
| 13      | Yury Ryazanov     | Russia        | 14.400       | 14.625   | 15.075   | 15.900    | 15.400    | 14.475   | 89.875 |
| 14      | Dmitri Savitski   | Bielorussia   | 15.175       | 15.000   | 15.350   | 15.275    | 15.650    | 12.950   | 89.400 |
| 15      | Enrico Pozzo      | Italia        | 15.400       | 14.325   | 14.150   | 15.800    | 14.725    | 14.975   | 89.375 |
| 16      | Anton Fokin       | Uzbekistan    | 14.825       | 13.425   | 14.875   | 15.750    | 15.900    | 14.500   | 89.275 |
| 17      | David Durante     | Stati Uniti   | 13.700       | 14.750   | 14.875   | 15.725    | 15.300    | 14.475   | 88.825 |
| 18      | Philipp Boy       | Germania      | 14.900       | 14.525   | 14.875   | 14.775    | 15.025    | 14.550   | 88.650 |
| 19      | Claudio Capelli   | Svizzera      | 14.775       | 14.175   | 14.425   | 16.125    | 14.925    | 13.800   | 88.225 |
| 20      | David Kikuchi     | Canada        | 14.575       | 13.900   | 14.900   | 15.575    | 15.100    | 14.100   | 88.150 |
| 21      | Vlasios Maras     | Grecia        | 14.850       | 12.850   | 14.275   | 15.750    | 15.000    | 15.050   | 87.775 |
| 22      | Filip Ude         | Croazia       | 15.450       | 13.525   | 13.650   | 15.725    | 15.100    | 14.175   | 87.625 |
| 23      | Casey Sandy       | Canada        | 14.700       | 13.725   | 14.475   | 15.650    | 15.125    | 13.700   | 87.375 |
| 24      | Maxim Deviatovski | Russia        | 15.275       | 14.925   | 15.525   | 16.100    | 3.725     | —        | 65.550 |

### Corpo libero maschile
| Pos.    | Ginnasta           | D Score | E Score | Pen.  | Totale |
| ------- | ------------------ | ------- | ------- | ----- | ------ |
| Oro     | Diego Hypólito     | 6.700   | 9.450   | —     | 16.150 |
| Argento | Gervasio Deferr    | 6.500   | 9.450   | —     | 15.950 |
| Bronzo  | Hisashi Mizutori   | 6.300   | 9.350   | —     | 15.650 |
| 4       | Guillermo Alvarez  | 6.300   | 9.300   | —     | 15.600 |
| 5       | Alexander Shatilov | 6.500   | 9.075   | —     | 15.575 |
| 6       | Zou Kai            | 6.700   | 8.950   | 0.100 | 15.550 |
| 7       | Liang Fuliang      | 6.400   | 8.725   | —     | 15.125 |
| 8       | Makoto Okiguchu    | 6.700   | 8.525   | 0.300 | 14.925 |

### Cavallo con maniglie
| Pos.    | Ginnasta          | D Score | E Score | Pen. | Totale |
| ------- | ----------------- | ------- | ------- | ---- | ------ |
| Oro     | Xiao Qin          | 6.600   | 9.700   | —    | 16.300 |
| Argento | Krisztián Berki   | 6.300   | 9.400   | —    | 15.700 |
| Bronzo  | Louis Smith       | 6.500   | 9.100   | —    | 15.600 |
| 4       | Yang Wei          | 6.200   | 9.275   | —    | 15.475 |
| 5       | Hiroyuki Tomita   | 6.100   | 9.225   | —    | 15.325 |
| 6       | Alexander Artemev | 5.700   | 9.475   | —    | 15.175 |
| 7       | Daniel Keatings   | 6.500   | 8.250   | —    | 14.750 |
| 8       | Alexei Ihnatovich | 6.200   | 8.500   | —    | 14.700 |

### Anelli
| Pos.    | Ginnasta           | D Score | E Score | Pen. | Totale |
| ------- | ------------------ | ------- | ------- | ---- | ------ |
| Oro     | Chen Yibing        | 7.300   | 9.400   | —    | 16.700 |
| Argento | Yuri van Gelder    | 7.300   | 9.325   | —    | 16.625 |
| Bronzo  | Jordan Jovčev      | 7.400   | 9.175   | —    | 16.575 |
| 4       | Kai Wen Tan        | 7.300   | 9.025   | —    | 16.325 |
| 5       | Regulo Carmona     | 7.000   | 9.175   | —    | 16.175 |
| 6       | Yang Wei           | 7.000   | 9.150   | —    | 16.150 |
| 7       | Aleksandr Safoškin | 6.900   | 9.175   | —    | 16.075 |
| 8       | Hiroyuki Tomita    | 6.900   | 9.025   | —    | 15.925 |

### Volteggio
| Pos.    | Ginnasta            | D. Score | E. Score | Penalità | 1° Parziale | D. Score | E. Score | Penalità | 2° Parziale | Totale |
| ------- | ------------------- | -------- | -------- | -------- | ----------- | -------- | -------- | -------- | ----------- | ------ |
| Oro     | Leszek Blanik       | 7.000    | 9.450    | —        | 16.450      | 7.000    | 9.575    | —        | 16.575      | 16.512 |
| Argento | Ilie Daniel Popescu | 7.000    | 9.675    | —        | 16.675      | 7.000    | 9.325    | —        | 16.325      | 16.500 |
| Bronzo  | Ri Se Gwang         | 7.000    | 9.500    | —        | 16.500      | 7.000    | 9.275    | —        | 16.275      | 16.387 |
| 4       | Ri Jong Song        | 7.000    | 9.200    | —        | 15.600      | 7.000    | 9.525    | —        | 16.525      | 16.362 |
| 5       | Andriy Isayev       | 7.000    | 9.075    | —        | 16.075      | 7.000    | 9.425    | —        | 16.425      | 16.250 |
| 6       | Fabian Hambüchen    | 6.600    | 9.500    | —        | 16.100      | 6.200    | 9.650    | —        | 15.850      | 15.975 |
| 7       | Flavius Koczi       | 7.000    | 9.050    | —        | 16.050      | 7.000    | 8.700    | 0.100    | 15.600      | 15.825 |
| 8       | Isaac Botella Perez | 6.600    | 8.375    | 0.100    | 14.875      | 6.600    | 9.300    | —        | 15.900      | 15.387 |
| Pos.    | Ginnasta            | 1° Salto | 1° Salto | 1° Salto | 1° Salto    | 2° Salto | 2° Salto | 2° Salto | 2° Salto    | Totale |

### Sbarra
| Pos.   | Ginnasta        | D Score | E Score | Pen. | Totale |
| ------ | --------------- | ------- | ------- | ---- | ------ |
| Oro    | Mitja Petkovšek | 6.800   | 9.450   | —    | 16.250 |
| Oro    | Kim Dae-Eun     | 6.800   | 9.450   | —    | 16.250 |
| Bronzo | Anton Fokin     | 6.700   | 9.500   | —    | 16.200 |
| 4      | Yoo Won-Chul    | 6.900   | 9.175   | —    | 15.975 |
| 5      | Huang Xu        | 7.100   | 8.850   | —    | 15.950 |
| 6      | Yang Wei        | 7.000   | 8.900   | —    | 15.900 |
| 7      | Yosuke Hoshi    | 6.500   | 9.350   | —    | 15.850 |
| 8      | Yann Cucherat   | 6.500   | 8.850   | —    | 15.350 |

### Parallele simmetriche
| Pos.    | Ginnasta         | D Score | E Score | Pen. | Totale |
| ------- | ---------------- | ------- | ------- | ---- | ------ |
| Oro     | Fabian Hambüchen | 7.000   | 9.250   | —    | 16.250 |
| Argento | Aljaž Pegan      | 6.800   | 9.025   | —    | 15.825 |
| Bronzo  | Hisashi Mizutori | 6.800   | 8.975   | —    | 15.775 |
| 4       | Epke Zonderland  | 6.900   | 8.800   | —    | 15.700 |
| 5       | Jeffrey Wammes   | 6.400   | 8.750   | —    | 15.150 |
| 6       | Enrico Pozzo     | 6.200   | 8.950   | —    | 15.150 |
| 7       | Vlasios Maras    | 6.300   | 7.975   | —    | 14.275 |
| 8       | Hiroyuki Tomita  | 5.800   | 7.500   | —    | 13.300 |

### Concorso a squadre femminile
| Posizione | Squadra              | Volteggio | Parallele | Trave  | Corpo Libero | Totale  |
| --------- | -------------------- | --------- | --------- | ------ | ------------ | ------- |
| Oro       | Stati Uniti          | 45.950    | 47.325    | 45.800 | 45.325       | 184.400 |
| Oro       | Shawn Johnson        | 15.150    | 15.375    | 15.025 | 15.375       | 184.400 |
| Oro       | Alicia Sacramone     | 15.750    | —         | 15.600 | 15.325       | 184.400 |
| Oro       | Nastia Liukin        | —         | 16.375    | 15.175 | —            | 184.400 |
| Oro       | Shayla Worley        | —         | 15.575    |        | 14.625       | 184.400 |
| Oro       | Samantha Peszek      | 15.050    | —         | —      | —            | 184.400 |
| Oro       | Ivana Hong           | —         | —         | —      | —            | 184.400 |
| Argento   | Cina                 | 44.375    | 46.650    | 48.150 | 44.275       | 183.450 |
| Argento   | Cheng Fei            | 15.025    | —         | 15.850 | 15.425       | 183.450 |
| Argento   | Jiang Yuyuan         | 14.925    | 15.550    | —      | 15.025       | 183.450 |
| Argento   | Yang Yilin           | 14.425    | 15.825    | —      | —            | 183.450 |
| Argento   | Li Shanshan          | —         | —         | 16.275 | 13.825       | 183.450 |
| Argento   | Xiao Sha             | —         | —         | 16.025 | —            | 183.450 |
| Argento   | He Ning              | —         | 15.275    | —      | —            | 183.450 |
| Bronzo    | Romania              | 44.825    | 44.175    | 45.850 | 43.250       | 178.100 |
| Bronzo    | Steliana Nistor      | 14.975    | 15.900    | 14.800 | 13.950       | 178.100 |
| Bronzo    | Sandra Izbașa        | —         | 13.525    | 15.425 | 14.925       | 178.100 |
| Bronzo    | Cătălina Ponor       | 15.000    | —         | 15.625 | —            | 178.100 |
| Bronzo    | Daniela Druncea      | 14.850    | —         | —      | 14.375       | 178.100 |
| Bronzo    | Cerasela Patrascu    | —         | 14.750    | —      | —            | 178.100 |
| Bronzo    | Andreea Grigore      | —         | —         | —      | —            | 178.100 |
| 4         | Italia               | 44.950    | 44.575    | 43.425 | 42.500       | 175.450 |
| 4         | Lia Parolari         | —         | 15.275    | 14.675 | 14.475       | 175.450 |
| 4         | Federica Macrì       | 14.800    | —         | 14.225 | 14.125       | 175.450 |
| 4         | Vanessa Ferrari      | 15.100    | 14.775    | —      |              | 175.450 |
| 4         | Francesca Benolli    | 15.025    | 14.525    | —      | —            | 175.450 |
| 4         | Monica Bergamelli    | —         | —         | 14.525 | —            | 175.450 |
| 4         | Silvia Zanolo        | —         | —         | —      | 13.900       | 175.450 |
| 5         | Brasile              | 45.000    | 42.650    | 44.850 | 42.625       | 175.125 |
| 5         | Jade Barbosa         | 15.925    | 15.000    | 15.625 | 14.675       | 175.125 |
| 5         | Laís Souza           | 14.500    | 14.525    | 13.750 | —            | 175.125 |
| 5         | Khiuani Dias         | 14.575    | 13.125    | —      | —            | 175.125 |
| 5         | Daniele Hypólito     | —         | —         | 14.475 | —            | 175.125 |
| 5         | Ana Claudia Silva    | —         | —         | —      | 14.025       | 175.125 |
| 5         | Daiane dos Santos    | —         | —         | —      | 13.925       | 175.125 |
| 6         | Francia              | 43.900    | 43.150    | 43.325 | 43.225       | 173.600 |
| 6         | Kathleen Lindor      | 14.725    | 14.550    | 14.225 | —            | 173.600 |
| 6         | Marine Petit         | 14.625    | —         | 13.675 | 14.075       | 173.600 |
| 6         | Isabelle Severino    | —         | —         | 15.425 | 14.525       | 173.600 |
| 6         | Pauline Morel        | 14.550    | 14.275    | —      | —            | 173.600 |
| 6         | Cassy Vericel        | —         | —         | —      | 14.625       | 173.600 |
| 6         | Laetitia Dugain      | —         | 14.325    | —      | —            | 173.600 |
| 7         | Regno Unito          | 43.825    | 42.575    | 42.225 | 40.550       | 169.175 |
| 7         | Rebecca Downie       | 14.900    | 15.125    | 14.625 | —            | 169.175 |
| 7         | Marissa King         | 14.700    | —         | 13.675 | 14.100       | 169.175 |
| 7         | Hannah Clowes        | 14.225    | —         | 13.925 | 13.775       | 169.175 |
| 7         | Aisling Williams     | —         | 13.275    | —      | 12.675       | 169.175 |
| 7         | Rebecca Wing         | —         | 14.175    | —      | —            | 169.175 |
| 7         | Elizabeth Tweddle    | —         | —         | —      | —            | 169.175 |
| 8         | Russia               | 28.850    | 46.175    | 46.450 | 43.050       | 164.525 |
| 8         | Ksenia Semenova      | —         | 16.325    | 15.675 | —            | 164.525 |
| 8         | Svetlana Klyukina    | —         | 15.000    | 15.025 | —            | 164.525 |
| 8         | Yulia Lozhechko      | 13.875    | —         | 15.750 | —            | 164.525 |
| 8         | Elena Zamolodchikova | 14.975    | —         | —      | 14.350       | 164.525 |
| 8         | Ekaterina Kramarenko | 0.000     | 14.850    | —      | 14.375       | 164.525 |
| 8         | Kristina Pravdina    | —         | —         | —      | 14.325       | 164.525 |

### Concorso individuale femminile
| Pos.    | Ginnasta                | Nazione        | Attrezzo  | Attrezzo  | Attrezzo | Attrezzo     | Totale |
| Pos.    | Ginnasta                | Nazione        | Volteggio | Parallele | Trave    | Corpo libero | Totale |
| ------- | ----------------------- | -------------- | --------- | --------- | -------- | ------------ | ------ |
| Oro     | Shawn Johnson           | Stati Uniti    | 15.175    | 15.375    | 15.900   | 15.425       | 61.875 |
| Argento | Steliana Nistor         | Romania        | 14.875    | 15.225    | 15.550   | 14.975       | 60.625 |
| Bronzo  | Jade Barbosa            | Brasile        | 15.900    | 14.950    | 15.700   | 14.000       | 60.550 |
| Bronzo  | Vanessa Ferrari         | Italia         | 15.125    | 14.475    | 15.650   | 15.300       | 60.550 |
| 5       | Nastia Liukin           | Stati Uniti    | 14.750    | 16.100    | 14.575   | 14.675       | 60.100 |
| 6       | Yang Yilin              | Cina           | 14.700    | 15.575    | 15.075   | 14.675       | 60.025 |
| 7       | Xiao Sha                | Cina           | 14.625    | 14.975    | 15.650   | 14.350       | 59.600 |
| 8       | Yulia Lozhechko         | Russia         | 14.700    | 14.150    | 15.625   | 14.775       | 59.250 |
| 9       | Sandra Izbașa           | Romania        | 14.650    | 14.075    | 15.325   | 15.175       | 59.225 |
| 10      | Daria Joura             | Australia      | 15.175    | 14.400    | 14.350   | 14.875       | 58.800 |
| 11      | Beth Tweddle            | Regno Unito    | 14.575    | 15.925    | 13.375   | 14.850       | 58.725 |
| 12      | Hong Su Jong            | Corea del Nord | 15.550    | 14.750    | 14.200   | 13.825       | 58.325 |
| 13      | Ekaterina Kramarenko    | Russia         | 14.025    | 15.450    | 14.025   | 14.350       | 57.850 |
| 14      | Marie-Sophie Hindermann | Germania       | 14.675    | 15.800    | 13.200   | 14.125       | 57.800 |
| 15      | Koko Tsurumi            | Giappone       | 13.875    | 15.050    | 15.000   | 13.600       | 57.525 |
| 16      | Marine Petit            | Francia        | 14.550    | 14.175    | 14.275   | 14.300       | 57.300 |
| 17      | Lenika De Simone        | Spagna         | 13.975    | 14.625    | 14.600   | 13.950       | 57.150 |
| 18      | Anja Brinker            | Germania       | 14.125    | 15.600    | 13.475   | 13.350       | 56.550 |
| 19      | Federica Macrì          | Italia         | 14.800    | 13.925    | 13.475   | 14.150       | 56.350 |
| 20      | Kristina Palesova       | Rep. Ceca      | 14.200    | 14.675    | 14.625   | 12.750       | 56.250 |
| 21      | Pauline Morel           | Francia        | 13.875    | 13.950    | 14.125   | 14.100       | 56.050 |
| 22      | Ariella Kaeslin         | Svizzera       | 14.325    | 14.525    | 12.825   | 13.700       | 55.375 |
| 23      | Hong Un Jong            | Corea del Nord | 15.100    | 14.225    | 13.150   | 12.725       | 55.200 |
| 24      | Valentina Holenkova     | Ucraina        | 13.500    | 13.600    | 14.550   | 13.500       | 55.150 |

### Volteggio femminile
| Pos.    | Ginnasta             | D. Score | E. Score | Penalità | 1° Parziale | D. Score | E. Score | Penalità | 2° Parziale | Totale |
| ------- | -------------------- | -------- | -------- | -------- | ----------- | -------- | -------- | -------- | ----------- | ------ |
| Oro     | Cheng Fei            | 6.500    | 9.500    | —        | 16.000      | 6.500    | 9.375    | —        | 15.875      | 15.937 |
| Argento | Hong Su Jong         | 6.500    | 9.350    | —        | 15.850      | 6.500    | 9.275    | —        | 15.775      | 15.812 |
| Bronzo  | Alicia Sacramone     | 6.300    | 9.450    | —        | 15.750      | 5.800    | 9.275    | —        | 15.075      | 15.412 |
| 4       | Hong Un Jong         | 5.800    | 9.200    | —        | 15.000      | 6.500    | 8.900    | —        | 15.400      | 15.200 |
| 5       | Jade Barbosa         | 6.500    | 9.125    | —        | 15.625      | 5.600    | 9.100    | —        | 14.700      | 15.162 |
| 6       | Oksana Chusovitina   | 6.300    | 8.125    | —        | 14.425      | 5.700    | 9.250    | —        | 14.950      | 14.687 |
| 7       | Jana Komrsková       | 5.200    | 9.250    | —        | 14.450      | 5.000    | 9.375    | —        | 14.375      | 14.412 |
| 8       | Elena Zamolodchikova | 5.800    | 9.200    | —        | 15.000      | 5.200    | 7.850    | 0.300    | 12.750      | 13.875 |
| Pos.    | Ginnasta             | 1° Salto | 1° Salto | 1° Salto | 1° Salto    | 2° Salto | 2° Salto | 2° Salto | 2° Salto    | Totale |

### Parallele asimmetriche
| Pos.    | Ginnasta                | D Score | E Score | Pen. | Totale |
| ------- | ----------------------- | ------- | ------- | ---- | ------ |
| Oro     | Ksenia Semenova         | 7.200   | 9.150   | —    | 16.350 |
| Argento | Nastia Liukin           | 7.100   | 9.200   | —    | 16.300 |
| Bronzo  | Yang Yilin              | 7.000   | 9.150   | —    | 16.150 |
| 4       | Beth Tweddle            | 6.900   | 9.225   | —    | 16.125 |
| 5       | Marie-Sophie Hindermann | 6.800   | 9.075   | —    | 15.875 |
| 6       | Steliana Nistor         | 6.700   | 9.100   | —    | 15.800 |
| 7       | Hong Su Jong            | 6.600   | 9.050   | —    | 15.650 |
| 8       | Vanessa Ferrari         | 6.700   | 8.000   | —    | 14.700 |

### Trave
| Pos.    | Ginnasta          | D Score | E Score | Pen.  | Totale |
| ------- | ----------------- | ------- | ------- | ----- | ------ |
| Oro     | Nastia Liukin     | 6.600   | 9.425   | —     | 16.025 |
| Argento | Steliana Nistor   | 6.700   | 9.200   | —     | 15.900 |
| Argento | Li Shanshan       | 7.300   | 8.600   | —     | 15.900 |
| 4       | Cătălina Ponor    | 6.600   | 9.200   | 0.100 | 15.700 |
| 5       | Lauren Mitchell   | 6.600   | 8.825   | —     | 15.425 |
| 6       | Isabelle Severino | 5.800   | 8.875   | —     | 14.675 |
| 7       | Jade Barbosa      | 6.300   | 8.275   | —     | 14.575 |
| 8       | Shawn Johnson     | 6.8     | 7.675   |       | 14.475 |

### Corpo libero femminile
| Pos.    | Ginnasta         | D Score | E Score | Pen.  | Totale |
| ------- | ---------------- | ------- | ------- | ----- | ------ |
| Oro     | Shawn Johnson    | 6.200   | 9.150   | 0.100 | 15.250 |
| Argento | Alicia Sacramone | 6.100   | 9.125   | —     | 15.225 |
| Bronzo  | Cassy Vericel    | 6.200   | 8.925   | —     | 15.125 |
| 4       | Jiang Yuyan      | 6.200   | 8.900   | —     | 15.100 |
| 5       | Cheng Fei        | 6.500   | 8.875   | 0.300 | 15.075 |
| 6       | Vanessa Ferrari  | 6.300   | 8.750   | —     | 15.050 |
| 7       | Beth Tweddle     | 6.300   | 8.600   | —     | 14.900 |
| 8       | Sandra Izbașa    | 6.000   | 9.025   | 0.500 | 14.525 |

## Medagliere
| Pos.   | Paese          | Oro | Argento | Bronzo | Totale |
| ------ | -------------- | --- | ------- | ------ | ------ |
| 1      | Cina           | 5   | 2       | 1      | 8      |
| 2      | Stati Uniti    | 4   | 2       | 1      | 7      |
| 3      | Germania       | 1   | 1       | 1      | 3      |
| 4      | Russia         | 1   | 1       | 0      | 2      |
| 5      | Brasile        | 1   | 0       | 1      | 2      |
| 6      | Corea del Sud  | 1   | 0       | 0      | 1      |
| 6      | Polonia        | 1   | 0       | 0      | 1      |
| 6      | Slovenia       | 1   | 0       | 0      | 1      |
| 7      | Romania        | 0   | 2       | 1      | 3      |
| 8      | Giappone       | 0   | 1       | 3      | 4      |
| 9      | Corea del Nord | 0   | 1       | 1      | 2      |
| 10     | Spagna         | 0   | 1       | 0      | 1      |
| 10     | Ungheria       | 0   | 1       | 0      | 1      |
| 10     | Paesi Bassi    | 0   | 1       | 0      | 1      |
| 10     | Slovenia       | 0   | 1       | 0      | 1      |
| 11     | Bulgaria       | 0   | 0       | 1      | 1      |
| 11     | Francia        | 0   | 0       | 1      | 1      |
| 11     | Regno Unito    | 0   | 0       | 1      | 1      |
| 11     | Italia         | 0   | 0       | 1      | 1      |
| 11     | Uzbekistan     | 0   | 0       | 1      | 1      |
| Totale | Totale         | 15  | 14      | 14     | 43     |